# 原能矩陣 (變形金剛)
原能矩陣(Matrix of Leadership，日文名稱)是變形金剛系列中的一個虛構物件。通常來說由博派(Autobot)領袖所持有的，並具有博派領袖的象徵性地位。
此物品最早出現在《變形金剛大電影》，並成為該作中的麥高芬。

## 翻譯
英文直譯為「領導能力的矩陣」，香港通常翻譯為領導模塊或博派心臟，台灣翻譯為領導母體，過去曾翻成母體，但是與母體(Creation Matrix)的本質並不一樣。

## 動畫系列

### G1動畫

#### 設定
此作做為領袖矩陣首次出現，奠定了領袖矩陣之後的大致基礎。首先，就外觀上，領袖矩陣大致由中間的橘色球體和兩側的把手組成，橘色的球體中間可以看到內部的藍色水晶。
在拉動兩側的把手可以將中間的橘色球體打開，並啟動領袖矩陣的功能。不過在本作中，人格高尚的博派的馬格斯和狂派的格威龍都曾經試著拉開過領袖矩陣，但均失敗，只有羅德在最後成功與尤尼克隆體內打開，所以可以推測能否拉開領袖矩陣是有資格限制的，但是不確定具體的「資格」為何，可能只有成為博派領袖的人才能辦到。
在「功能」的方面，在柯博文在臨終前說：「...照亮我們最黑暗的時刻(light our darkest hour)...」，而實際運用上，馬格斯在遭受圍攻時曾經試著將其打開但無效，而羅德成功打開領袖矩陣後，其內部的亮光摧毀了尤尼克隆的內部、也讓羅德成為羅迪至尊。而在後續的劇情中顯示了領袖矩陣的其他運用方式，像是羅德就曾經將意識投入到領袖矩陣中、並與歷代的領袖對話、尋求解答。

#### 《變形金剛大電影》
領袖矩陣首次出現在1986年上映的《變形金剛大電影》中，並且在該作品的劇情推進上佔有重要地位。
在本作中，柯博文雖然成功擊退了前來攻擊博派城市的狂派(Decepticon)，卻也在與密卡登(Megatron)的決鬥之中受到了瀕臨死亡的重傷。在臨終之前，柯博文將指揮權與原能矩陣交給了馬格斯(Ultra Magnus)。但由於柯博文已經在死亡邊緣，所以原能矩陣在交接時不小心落下，被年輕的戰士羅德(Hot Rod)接住，此時原力矩陣發出了閃耀的光芒，之後羅德便將原能矩陣交給了馬格斯，馬格斯也將其放進胸口中，而柯博文也徹底死亡。
尤尼克隆自遙遠的太空看到了這個景象，因此在將垂死的密卡登改造成為格威隆(Galvatron)並待他回到賽博坦星(Cybertron)殺了天王星(Starscream)之後，尤尼克隆便命令前去地球攻擊博派並破壞原能矩陣。
中途經過了一番追擊戰，格威隆在垃圾星上成功的自馬格斯手中奪取了原能矩陣，並回到賽博坦星試圖利用原能矩陣的力量逼尤尼克隆給他自由。但此時尤尼克隆變形成為了巨大機器人，開始攻擊賽博坦星，並將試圖攻擊他的格威隆給吃了下去。
經過一段時間之後，羅德帶著一行人回到了賽博坦星，並從尤尼克隆的眼睛闖入了他的體內。羅德在與其他人走散之後遇見了同樣被吞到尤尼克隆體內的格威隆，並且發生了戰鬥。最後羅德搶到了原能矩陣並且進化成了羅迪至尊(Rodimus Prime)，在將格威隆扔到太空之後，羅迪至尊拉開了原能矩陣，使得原能矩陣中所蘊藏的光芒開始照射著尤尼克隆的體內，造成了嚴重的傷害。在羅迪至尊一行人逃出了他的身體之後，尤尼克隆的身體便發生爆炸，只留下了頭顱漂浮於賽博坦的衛星軌道上。

#### 第三季
羅迪至尊曾在一場戰鬥中受傷，結果他的意識短暫的進入了原能矩陣並發現了攻擊博派的昆特紗星人(Quintessons)之秘密。為了尋求解答，羅迪至尊讓自己短暫的失去意識，再次進入原能矩陣中。藉由古人的嚮導，讓他發現了賽博坦星球的歷史以及昆特紗人與變形金剛之間的關係。
之後昆特紗人曾一度將柯博文甦醒，以作為消滅博派的一個誘餌。羅迪至尊因此一度將原能矩陣取出，還給了柯博文。之後柯博文在一場與羅德戰鬥之後恢復意識，並且把母體放回羅德的胸口中，一個人開著太空船衝向昆特紗星人的陷阱中。
過了一段時間之後，羅迪至尊中了特技金剛的埋伏，導致原能矩陣被偷走。格威隆曾一度想試著使用原能矩陣的力量，但卻過去的博派幽靈所纏上。因此他便指示災禍(Scourge)將原能矩陣處理掉。但由於災禍了解原能矩陣的力量，因此私下將原力矩陣放到了自己的胸口中並得到了莫大的力量，隨即他便取得了狂派的指揮權，並對地球展開了攻擊。災禍最後被羅德所擊敗。隨後羅德再度將原能矩陣放到自己的胸口中而恢復成了羅迪至尊。
在最後兩集的時候，由於羅迪至尊等人被憎恨之黑死病感染，殘存的博派成員救了一位沒有被感染的昆特紗人，請他把柯博文復活。柯博文復活之後與羅迪至尊發生戰鬥，並順利的取回了原能矩陣。並於原能矩陣中神遊以尋找解決憎恨之黑死病的答案，醒來之後用原能矩陣的光芒照耀宇宙而順利消滅了憎恨之黑死病。

#### 第四季
柯博文利用了原能矩陣的外殼與賽博坦的主電腦Vector Sigma作連結，並在此向阿法特利昂請教了關於電漿能源庫(Plasma Energy Chamber)的事情。

#### 持有者
羅德在原能矩陣中所看到的六名領袖(名稱不詳)
- 遠古先人
- 沉思者
- 早期變形金剛
- 旁白者

### 微型傳說 / Unicron 三部曲
邪神三部曲是對在2000年初由日方主導製作的三部變形金剛電視動畫作品的稱呼，如下所列：
| 播映年分 | 日文原標題 | 中文標題 | 美國標題 |
| -------- | --- | --- | --- |
| 2003     | 超ロボット生命體トランスフォーマー マイクロン伝説                                                                                      | 變形金剛：微型傳說/變形金剛：雷霆艦隊/變形金剛：艦隊系列                                                                               | Transformers: Armanda |
| 2004     | トランスフォーマー スーパーリンク | 變形金剛：超能連結/變形金剛：超能量爭霸戰                                                                                              | Transformers：Energon |
| 2005     | トランスフォーマー ギャラクシーフォース                                                                                                | 變形金剛：銀河之力 | Transformers: Cybertron |
| 註記     | 邪神三部曲是美版的設定，在日版中只有《微型傳說》和《超能連結》是有關連的故事，銀河原力是完全獨立製作的新篇章、與前兩作在劇情上和無關。 | 邪神三部曲是美版的設定，在日版中只有《微型傳說》和《超能連結》是有關連的故事，銀河原力是完全獨立製作的新篇章、與前兩作在劇情上和無關。 | 邪神三部曲是美版的設定，在日版中只有《微型傳說》和《超能連結》是有關連的故事，銀河原力是完全獨立製作的新篇章、與前兩作在劇情上和無關。 |

在此三作中，柯博文均為唯一持有領袖矩陣的角色，不過該物品在本作中的影響不太大，而且在三部作品中、造型均不相同。

#### 變形金剛：微型傳說
在微型傳說中的領袖矩陣以中央的橘色能量球為主，並鑲嵌在一快金色的橢圓形金屬上。

### 聯合宇宙世界觀(Aligned continuity)
聯合宇宙世界觀是孩之寶在2010年代推動的一個概念，目的是希望將變形金剛的相關作品整合在同一個世界觀中。此世界觀包含動畫、電玩、小說、設定集等等，如下表所列。
| 年份      | 標題                                                              | 性質     |
| --------- | ----------------------------------------------------------------- | -------- |
| 2010      | 《變形金剛：賽博坦之戰》(Transformers: War For Cybertron)         | 電玩遊戲 |
| 2010      | 《變形金剛：征途》(Transformers: Exodus)                          | 小說     |
| 2010~2013 | 《變形金剛：領袖之證》(Transformers Prime)                        | 電視動畫 |
| 2011      | 《變形金剛：流亡》(Transformers: Exiles，台灣未出版)              | 小說     |
| 2011~2016 | 《變形金剛：救援機器人》(Transformers: Rescue Bots)               | 電視動畫 |
| 2012      | 《變形金剛：賽博坦的殞落》(Transformers: Fall Of Cybertron)       | 電玩遊戲 |
| 2013      | 《變形金剛：普萊瑪斯聖約》(Transformers: The Covenant of Primus)  | 設定集   |
| 2014      | 《變形金剛：懲罰》(Transformers: Retribution)                     | 小說     |
| 2014      | 《變形金剛：暗火崛起》(Transformers: Rise of the Dark Spark)      | 電玩遊戲 |
| 2014~2020 | 《變形金剛：領袖的挑戰》(Transformers: Robot In Disguise)         | 電視動畫 |
| 2019~2021 | 《變形金剛：救援機器人學院》(Transformers: Rescure Bots Accademy) | 電視動畫 |

#### 《變形金剛：賽博坦之戰》
在2010年的電玩作品中，其中一段劇情便是本系列中柯博文直接從─普萊瑪斯─賽博坦本身獲得領袖矩陣的過程。本作的領袖矩陣造型為中央包覆水晶的金色球體，但是外部的金屬原色手把是漂浮在兩側、並未直接連接。
在本作中的領袖矩陣的功能是普萊馬斯將自己的火種從賽博坦地核中抽出後所承裝的容器，並且和博派的領袖位置有一定的關連，在普萊瑪斯將領袖矩陣交與柯博文時的台詞為：「...柯博文，矩陣的保管者，自由博派的領袖(Optimus prime, keeper of the Matrix, leader of the free Autobots)...」可見兩者有一定的關連性。

#### 《變形金剛：領袖之證》
在2010年篩史的動畫系列中，在第二季初，飛輪在台詞中解釋了本作中的領袖矩陣設定，畫面也呈現出外觀。到了第三季《狩魔之戰》的初期劇情中，瀕臨死亡的柯博文的身體自動開啟，並準備將領袖矩陣交付給煙幕(Smokescrean)，不過拒絕接受柯博文死亡的煙幕將索拉絲聖錘放在柯博文手上後、卻奇蹟的自動修復、並升級了柯博文的身體。在電視電影《掠獸金剛再臨》時，柯博文找到了火種源(Allspark)的神龕，不過為了將其空出、以作為封印尤尼克隆的容器，於是柯博文將火種源轉移到自己胸中的領袖矩陣裡，並且最後進入賽博坦的地核中自我犧牲，包含胸口中的領袖矩陣、火種源。
雖然本作和電玩系列屬於同一世界觀，然而領袖矩陣的造型卻不太相同，中央的金屬球體幾乎看不到其中的水晶，並且外部的手把較大、呈現為心型。

### 變形金剛：Cyberverse(Transformers: Cyberverse)
在2018年播出的動畫篇章中，領袖矩陣的出現次數不少、且多次在劇情中占有重要地位。
本作中，柯博文是在內戰已經開始後，因為前任博派領袖鈦師傅死亡而繼承了領袖矩陣。在第二季中段的劇情裡、天王星一度靠火種源的力量壓制所有變形金剛時、柯博文啟動領袖矩陣、以能量衝擊將火種源衝出天王星的身體。在第三季、對抗昆特紗時，柯博文最後也是仰賴領袖矩陣的力量、和密卡登──當時配戴了從平行宇宙的黑暗密卡登(Megatron X)那裡偷來的領袖矩陣一起壓制並摧毀本宇三面法官。在第三季中、柯博文在和別人談話時、領袖矩陣突然啟動、浮出柯博文的胸膛、讓柯博文的身體靜止在當下的動作中、而其意志則進入領袖矩陣中、和至尊之一的淬鍊至尊(Alchemist Prime)談話。在第三季最末、平行宇宙的黑暗密卡登來到他們宇宙後說明，他在他原來的宇宙在內戰早期就射殺了柯博文、並將其胸口中的領袖矩陣據為己有，之後風刃的靈魂碎片也在黑暗密卡登的領袖矩陣中和平行世界中已經死亡的柯博文交談、並從內部破壞了黑暗密卡登的領袖矩陣。
就外觀上，本系列中的領袖矩陣外型上，同樣包覆水晶的球體為中心，不過周圍的把手造型則比較像是橫置的數字「8」、略為方正。功能上，如前述所言，此版本的領袖矩陣是博派領袖傳承的象徵、可以釋放強大的能量、也可以讓配戴者和過去的至尊交談。不過，在啟動功能時並不需要「打開」、而是從中心直接射出能量，且無資格限制、就連密卡登、黑暗密卡登都可以啟動。

### 變形金剛：地球火種(Transformers: EarthSpark)
在2023年的動畫系列中，在第一季中後段的劇情中，為了向人類男女主角羅比和小茉說明「至尊」(Prime)的概念，柯博文向他們展示了自己胸口中的領袖矩陣，並向他們說明其獲得的歷程。
本作中的領袖矩陣設定和G1較為類似。在外觀上，呈現微帶有矩形手把的球體、中間透出水晶、並且柯博文一打開胸膛就發出耀眼的光芒。而功能上，根據柯博文的台詞，他在內戰前只是一個普通的賽博坦公民，但是在內戰中被最初的至尊們選中並賦予這項神器，其意義在於「照亮賽博坦最黑暗的時刻」，而他獲得領袖矩陣後從奧利安‧派克斯成為了柯博文、從背景畫面中則呈現了外型上的變化。

## 真人電影

### 變形金剛：復仇之戰(Transformers: Revenge of the Fallen)
真人電影宇宙中的領袖矩陣首次出現在2009年的《變形金剛：復仇之戰中》電影中。本作的領導母體（原能矩陣）最初是由七名至尊(Prime)所共同保管的，其功能是作為恆星收割儀(Sun Harvester)的啟動鑰匙使用。
造型上，真人電影中的領袖矩陣和G1動畫中不太相似，大致上是一個中間的多面體、往左右伸出兩隻尖角，整體為銀色的金屬色調。尺寸上較小，人類男主角山姆可以輕易以一隻手拿起。
後來，因為墮落金剛的背叛，另外六名至尊決定犧牲自己將領導母體封印，也因此後來的博派領袖之間並沒有傳遞領袖矩陣的設定。在電影中段，因為柯博文被狂派金剛圍攻而死，男主角山姆便去尋找六位至尊所保護的領導母體插入柯博文的胸膛使之復活，但隨即被墮落金剛奪取以啟動消滅太陽的武器，最後被天火柯博文毀滅，領導母體被柯博文收入了胸膛之中。

### 變形金剛3(Transformers: Dark of the Moon)
在2011年的電影中，領袖矩陣一度短暫的出現過。當時，柯博文帶著剛被喚醒的御天至尊，向他介紹目前的現況等等時，柯博文一度試著將領袖矩陣交與御天至尊，不過御天至尊回絕了。從這一段劇情來看，在本作中領袖矩陣還是帶有部分「領導者象徵」的意思。

### 變形金剛4：絕跡重生(Transformers: Age of Extiction)、變形金剛：最終騎士(Transformers: The Last Knight)與變形金剛6
在真人電影的後續兩部電影中，領袖矩陣均未被提及或是出現。原定規劃上映的變形金剛六在規劃階段，原訂將以尤尼克隆作為主要反派，但因為後來並未製作，所以尚不清楚本作中的領袖矩陣是否有對抗尤尼克隆的功能。

### 大黃蜂(Bumblebee)與變形金剛：萬獸崛起(Transformers: Rise of the Beasts)
在2018年的大黃蜂重啟變形金剛系列後，直到2023年的《變形金剛：萬壽崛起》中，領袖矩陣均未被提及或是出現。不過在2023年的電影中，其主要反派便是尤尼克隆，不過電影中始終未提到領袖矩陣的存在，所以在此世界觀中領袖矩陣可能沒有可以對抗尤尼克隆的設定或是傳說。

## 漫畫

### IDW(2015~2019)
在IDW出版社的變形系列漫畫中，領袖矩陣的造型和G1動畫非常相似、甚至可以說是一模一樣。
在本作中，領袖矩陣是普萊馬斯本人─榮格(Rung)所製作的，他本人的變形模式即是「領袖矩陣製造器」。最初為何要製作領袖矩陣已經不可考、只知道在博派領袖間不斷、一直到新星至尊時期、博派領袖都還持有著領袖矩陣，並且利用其中蘊含的無限能量發展出了冷組建技術─人工建造變形金剛後輸入從領袖矩陣中抽取的能量火種。
但是在之後的某個時間點，領袖矩陣失傳了，直到在內戰開始前時，奧萊恩‧派克斯和新興團體狂派的領袖密卡登為了對抗獨裁者則塔至尊而展開合作，不過在成功擊敗則塔至尊後、柯博文卻遭到密卡登背叛、從背後射擊、跌入地底瀕死。然而，他卻在這個時候獲得了領袖矩陣、成為了柯博文、並喚醒了泰坦大都會(Metroplex)反擊。
之後在長期的大戰後，最後在虛空之主的入侵時、柯博文已領袖矩陣的力量修復了賽博坦、卻也導致其破裂、柯博文將兩半的碎片各自交給大黃蜂和羅德、並退位、變回奧萊恩‧派克斯
而在之後的未知時間點、柯博文再次獲得修復好的領袖矩陣、成為柯博文。來到天鑄城時，柯博文向領袖宗教信仰強烈的天鑄城顯示了其胸中的領袖矩陣、並以此被認為是神明。
最後，在尤尼克隆對賽博坦即其殖民地的報復中、在尤尼克隆來到地球時、柯博文攜帶著領袖矩陣、以自我犧牲的方式擊敗了尤尼克隆。

### Skybound(2023~)
在由Skybound於2023年開始連載的變形金剛系列漫畫中，故事開始時領袖矩陣已經在柯博文的胸口中，並蘊含有巨大的能量。